# Ancud (ort)
Ancud är en ort i Chile.   Den ligger i provinsen Provincia de Chiloé och regionen Región de Los Lagos, i den södra delen av landet, 1 000 km söder om huvudstaden Santiago de Chile. Ancud ligger 51 meter över havet och antalet invånare är 28 020.
Terrängen runt Ancud är huvudsakligen platt, men åt sydväst är den kuperad. Havet är nära Ancud åt nordväst. Det finns inga andra samhällen i närheten. 
I omgivningarna runt Ancud växer i huvudsak blandskog. Runt Ancud är det ganska glesbefolkat, med 29 invånare per kvadratkilometer.